# Tangalla Division
Tangalla Division är en division i Sri Lanka.   Den ligger i provinsen Southern Province, i den södra delen av landet, 140 km sydost om huvudstaden Colombo.